# Autoestrada Lagoa-Botafogo
Autoestrada Lagoa-Botafogo ou Botafogo-Lagoa, foi o projeto, cogitado na década de 1960, de uma autoestrada da cidade do Rio de Janeiro, no Brasil, formada por túneis e viadutos, para permitir uma ligação expressa entre os bairros de Botafogo e Lagoa.
O traçado desta via expressa se iniciaria na Avenida Lauro Sodré (especificamente na Avenida Carlos Peixoto, em frente ao shopping Rio Sul) por meio de um túnel, que cortaria o Morro de São João, e seguiria em direção ao Morro dos Cabritos (passando, por meio de um viaduto, por cima do acesso ao Túnel Alaor Prata (Túnel Velho), no bairro de Copacabana). Após o viaduto, um novo túnel cortaria o Morro dos Cabritos, finalmente afluindo na Praça Professor Arnaldo de Morais, onde se ligaria ao entroncamento de vias existente e próximas ao Corte do Cantagalo.
O objetivo desta via expressa seria permitir um acesso direto entre os bairros de Botafogo e Lagoa sem a necessidade de passagem pelos bairros de Copacabana ou pelo interior de Botafogo (especificamente pelas Ruas São Clemente e Voluntários da Pátria). Além disto, esta via expressa seria uma alternativa à utilização da Linha Vermelha no trecho entre São Cristóvão e Lagoa (onde atualmente se concentram congestionamentos nos horários de rush aos dias úteis), pois estaria conectada à Avenida Brasil por meio do Aterro do Flamengo (Avenida das Nações Unidas e Avenida Infante Dom Henrique) e pelo Elevado da Perimetral (atualmente substituído pelo Túnel Prefeito Marcello Alencar e pela via expressa Avenida Rodrigues Alves).
Em conjunto com a Linha Verde (inconclusa) tenderia a desafogar o Túnel Rebouças.